# Comté de Murrindindi
 (février 2025).
Si vous disposez d'ouvrages ou d'articles de référence ou si vous connaissez des sites web de qualité traitant du thème abordé ici, merci de compléter l'article en donnant les références utiles à sa vérifiabilité et en les liant à la section « Notes et références ».
Le comté de Murrindindi est une zone d'administration locale dans le centre du Victoria en Australie au nord de Melbourne
Il résulte de la fusion en 1994 des anciens comtés d'Alexandra, de Yea et, partiellement, des comtés de Broadford, d'Eltham, d'Euroa, d'Healesville et de la ville de Whittlesea.
Le comté comprend les villes d'Alexandra, Eildon, Kinglake et Yea.